# Antirrhea kiefferi
Antirrhea kiefferi är en fjärilsart som beskrevs av Jacques Plantrou 1965. Antirrhea kiefferi ingår i släktet Antirrhea och familjen praktfjärilar. Inga underarter finns listade i Catalogue of Life.